# نسيج طلائي حرشفي طبقي
الظهاري الحرشفي المطبق يتكون من نسيج طلائي مسطح مرتب في طبقات على الغشاء الخلوي. وطبقة واحدة فقط مع اتصال بالغشاء الخلوي، والطبقات الأخرى تلتصق كلٌ منها بالأخرى للمحافظة على الاستقامة البنيوية وتكون متقاربة جداً. وهذا التنسيق يجعل هذا النوع متخصصاً في الحماية فمثلا يحمي الجسم ضد غزو الأحياء الدقيقة إذ أن أغلب الميكروبات لا تستطيع شق طريقها خلال حاجز من النسيج الظهاري الحرشفي المطبق كسطح الجلد والأغشية المخاطية، وهكذا تكون أحد طرق وقاية الجسم من الإصابة بالميكروبات. وهي تشكل الطبقة الأبعد للجلد والبطانة الداخلية للفم، والمريء، والمهبل.